# Sami Solh

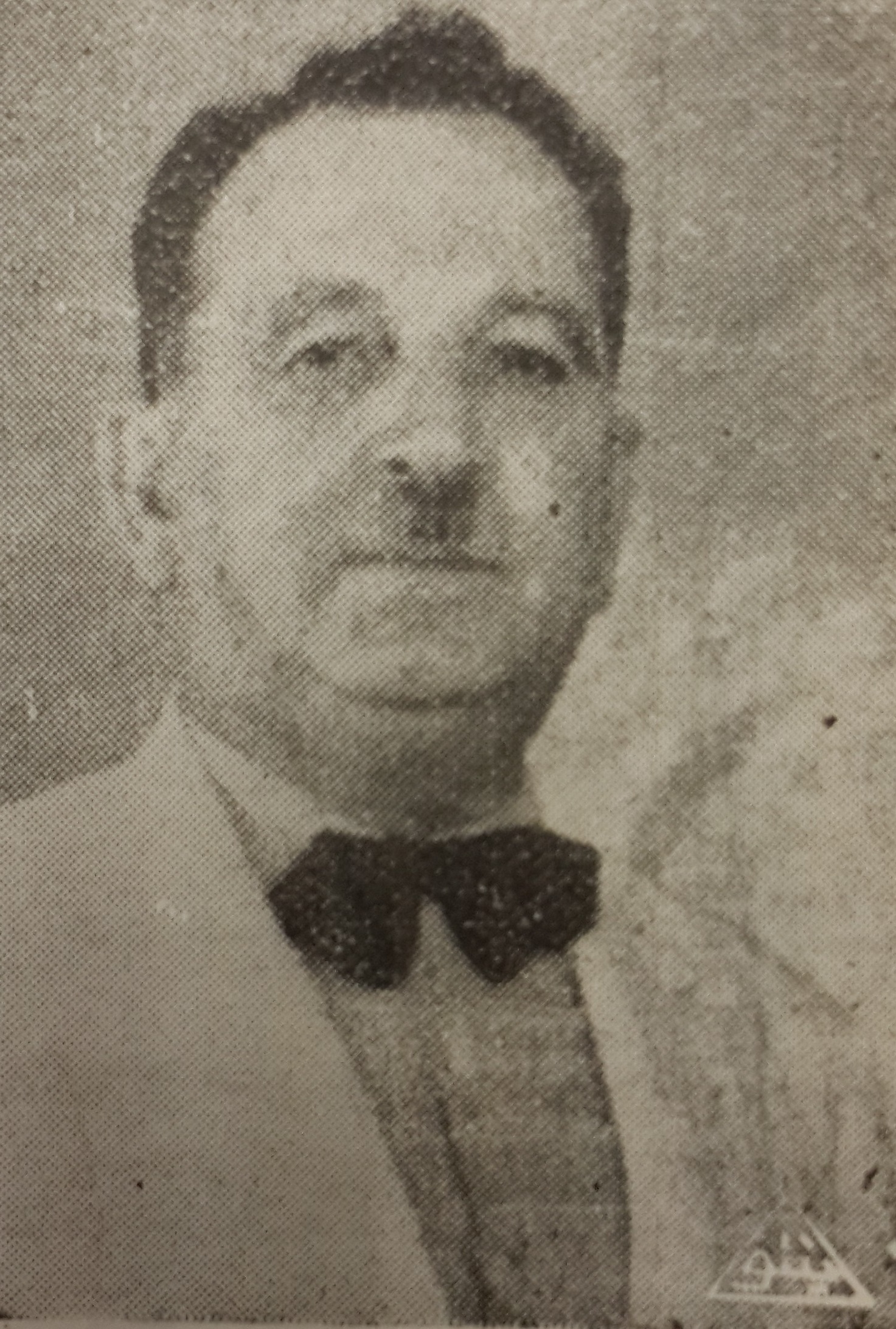
Sami Solh

Sami Solh (auch Sami as-Solh; arabisch سامي الصلح, DMG Sāmī aṣ-Ṣulḥ; * 1887 im Mutesarriflik Libanonberg; † 1968) war ein Politiker des Großlibanon. Aus einer bedeutenden sunnitisch-moslemischen Familie stammend, war er mehrmals Parlamentsabgeordneter für Beirut und libanesischer Ministerpräsident.
Im französischen Völkerbundsmandat wurde er am 26. Juli 1942 zum Ministerpräsidenten ernannt, was er bis zum 22. März 1943 blieb. Nach der Unabhängigkeit des Landes war er erstmals vom 20. August 1945 bis zum 22. Mai 1946 Ministerpräsident, dann vom 11. Februar bis 9. September 1952, vom 16. September 1954 bis zum 19. September 1956 sowie vom 18. November 1956 bis zum 10. September 1958.